# پریش سنت جان (گرنادا)
پریش سنت جان (به لاتین: Saint John Parish) یک منطقهٔ مسکونی در گرنادا است که در گرنادا واقع شده‌است. پریش سنت جان ۳۹ کیلومتر مربع مساحت و ۸٬۵۹۱ نفر جمعیت دارد.